# いのちの絶唱
「いのちの絶唱」（いのちのぜっしょう）は、1978年1月17日から4月4日まで日本テレビ系列の「火曜劇場」（毎週火曜22:00 - 22:54）の枠で放送されたテレビドラマ。全12話。

## 内容
白血病に冒されて後に19歳の若さで亡くなる純真な青年と、その青年を終始世間の非難にさらされながらも愛し続けた女教師の姿を通して、受験戦争など冬至の候校の実態や愛の強さとは何かなどを織り込みながら描いた物語。フランスで実際にあった出来事をベースとしてドラマ化された。
市原明子は横浜の有名進学高校・青葉高校に教師として赴任してから6年が経とうとしていた。外見が美しいだけでなく、生徒に理解を示すその優しさからも校内での人気は抜群で、多くの人から好意を持たれていた。その慕っている者の中には、校医の紺野順一や、二年生のサッカー部員・藤村洋介もいる。洋介については、明子と紺野が放課後に二人一緒に帰る姿を見るたびに胸が締め付けられるほどだった。

## スタッフ
- 脚本：高岡尚平
- 演出：佐光千尋（第1話 - 8話、第10話 - 12話）、水島総（第9話）
- 主題歌：小林幸子「春待ちれんげ草」（作詞：麻生香太郎、作曲：小林亜星、編曲：森岡賢一郎）

## キャスト
- 市原明子：大原麗子
青葉高校の国語教師。夫がいたが既に他界。自分の担任の生徒の藤村洋介が自分を愛していると知って悩む。後に同僚の教師やPTAから中傷を受け、学校を去って行く。
愛知県常滑市出身。常滑で第4話のロケを行った。
- 藤村洋介：国広富之
明子の担任の生徒で、サッカー部のキャプテン。若者らしく一途に明子を愛したことで、逆に明子を苦境に立たせてしまう。
- 紺野順一：中尾彬
青葉高校の校医。明子の亡き夫の友人でもある。自身の結婚生活もすでに破綻しており、明子を愛していることで洋介に衝撃を与えてしまう。一方では明子と洋介の一番の理解者でもある。
- 藤村絹代：南田洋子
洋介の母。いわゆる教育ママで、洋介が明子を愛していることを知るや、勉強がおろそかになるかも知れないとして恐れ、明子に憎悪の念を持つ。
- 藤村惣一：高橋昌也
洋介の父で、厚生省の内部部局の局長。洋介が明子を愛していることを知った時、最初は理解を示したが、次第に明子を学校から追放するように画策をし始める。
- 市原義忠：山形勲
明子の義父。いつも優しく明子のことを、幸福を願いながら見守っている。
- 藤村美千子：鮎川いづみ
- 徳永悠子：石原初音
- 信之：長谷川諭
- 結城美栄子
- 辻村豊：久富惟晴
- 速水純子：古泉まり子
- なおみ：萩奈穂美
- 市原友子：相原友子
- 滝沢正作（青葉高校校長）：神田隆
- 小林幸子
- ナレーター：中江真司
ほか